# Clefamide
Clefamide (tên thương mại Mebinol) là một chất chống nguyên sinh được sử dụng để điều trị bệnh amip trong những năm 1960. Không có bằng chứng cho bất kỳ việc sử dụng thuốc sau này.